# اسپیس‌شیپ دو
اسپیس‌شیپ دو (به انگلیسی: SpaceShip Two) نام یک فضاپیمای تجاری سرنشین‌دار ساخت اسکیلد کامپوزیتس است که ارسال گردشگر فضایی به مدار زمین را به عهده خواهد داشت.